# Sinthome
Sinthome, palabra derivada de las griegas συν (syn) y θωμη (thomé): ‘escisión, cesura’.
En el psicoanálisis lacaniano, y merced a su paronimia con la palabra 'síntoma', la palabra sinthome es utilizada para designar lo que sería en Lacan (en parte) el Nombre del Padre, la realidad psíquica o el edipo. El sínthome sería lo que Lacan describe con el grafo de un nudo borromeo o borromi al cual se le añade un cuarto lazo, sería un cuarto redondel agregado al nudo borromeo, que uniría, a manera de pseudo "solución" lo real, lo imaginario y lo simbólico sin estar el clivaje de la Función Paterna bien establecida.

Si una psicosis se caracteriza por una desorganización del pensar al no poder ordenarse por un déficit del registro de lo simbólico, ya que ha habido un repudio de la función paterna (es decir, una forclusión), en las psicosis en las que el individuo mantiene bastantes apariencias de 'normalidad' el déficit del Registro de lo Simbólico está parcialmente compensado por una formación substitutiva, aunque algo precaria; ésta es precisamente lo que se llama sinthome.
El sinthome suele ser una conducta estereotipada o una actividad que le permite a la personalidad psicótica tener algún 'anclaje' con la realidad, una adaptación conductual a la realidad. Ejemplos de sinthome son algunos rituales (que deben distinguirse totalmente de los rituales obsesivos neuróticos) o suelen funcionar como sinthome: conductas perversoides que las personalidades psicóticas de tipo borderline  o psicópatas  suelen ocultar.
En cuanto substitutivo del registro de lo simbólico, el sinthome suele ser graficado como una especie de 'lazo' que mantiene precariamente unidos al registro de lo real, y al registro de lo imaginario, por un lado, con un deficitario registro de lo simbólico por el otro lado. Aun así, la existencia del sinthome le permite a esas personalidades psicóticas, vale reiterarlo, mantener apariencias de personalidad normal.
Nota: Jacques Lacan crea aquí un neologismo, uno de sus típicos juegos de palabras, a partir de la palabra griega συνπθωμα -es decir "síntoma"-. Al hablar de sinthome, está develando algo más que cualquier síntoma, nos está descubriendo un proceso psicológico típico de ciertas psicopatías.